# Hermann von Nördlinger

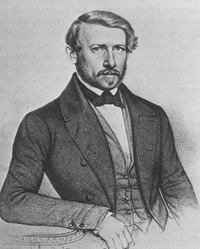
Hermann von Nördlinger

Hermann Nördlinger, ab 1875 von Nördlinger, (* 13. August 1818 in Stuttgart; † 19. Januar 1897 bei Ludwigsburg) war ein deutscher Forstwissenschaftler.

## Leben
Hermann Nördlinger war ein Sohn des Forstwissenschaftlers Julius Simon von Nördlinger und der Carolina Wilhelmine Johanna, geb. Duttenhofer, einer Tochter des Wasserbaumeisters Karl August Friedrich von Duttenhofer. Er besuchte das Eberhard-Ludwigs-Gymnasium und die Polytechnische Schule in Stuttgart und absolvierte eine Lehre bei einem Revierförster, ehe er in Tübingen Forst- und Staatswissenschaften studierte und promovierte. Während seines Studiums wurde er 1838 Mitglied der Burschenschaft Germania Tübingen. Ein weiteres Studienjahr in Hohenheim sowie eine Tätigkeit beim Forstamt Tübingen rundeten seine Ausbildung ab. 1842 erhielt er eine Stelle an der land- und forstwirtschaftlichen Anstalt in Grand-Jouan bei Nozay in der Bretagne, die er allerdings erst 1844, als er die entsprechenden Sprachkenntnisse erworben hatte, antrat. In Grand-Jouan lehrte er Forstwissenschaften und Mineralogie und schrieb sein Werk Memoires sur les essences forestières de la Bretagne. 1845 bewarb sich Julius Simon von Nördlinger für seinen Sohn an der Universität Hohenheim um die Stelle des zweiten Forstlehrers, die Hermann von Nördlinger auch erhielt. Ab Herbst 1845 unterrichtete er in Hohenheim. Eines der Ergebnisse seiner Forschungen dieser Jahre war 1860 das Buch Die technischen Eigenschaften der Hölzer, für Forst- und Baubeamte, Technologen und Gewerbetreibende. 1855 wurde er nach längerer, krankheitsbedingter Unterbrechung erster Professor in Hohenheim. Er nutzte für seine Untersuchungen erst das Lehrrevier Plattenhardt, später das Lehrrevier Hohenheim, und verfasste zahlreiche Publikationen. 1876 wurde der Württembergische Forstverein gegründet, dessen Präsident Hermann von Nördlinger 16 Jahre lang war. 1881 wurde der forstwissenschaftliche Unterricht an die Universität Tübingen zurückverlegt. Dort lehrte Nördlinger noch über seinen Ruhestand hinaus bis 1891.

## Familie
Hermann Nördlinger heiratete 1848 Adelheid Köstlin, eine Tochter des Nathanael Friedrich von Köstlin und dessen zweiter Ehefrau Henriette, geb. Rapp. Das Ehepaar hatte mehrere Kinder, von denen Sohn Theodor Julius (1855–1912) sich ebenfalls als Forstwissenschaftler an der Universität Tübingen habilitierte, dort und an der Universität Gießen lehrte. Auch der jüngste Sohn, Julius Friedrich, folgte der Familientradition. Er wurde Oberförster und Vorstand des Forstamtes in Pfalzgrafenweiler sowie Vorstand des örtlichen Schwarzwaldvereins.

## Ehrungen
Hermann von Nördlinger erhielt 1862 das Ritterkreuz Erster Klasse des Friedrichsordens, 1875 das Ritterkreuz 1. Klasse des Ordens der Württembergischen Krone, was auch die Verleihung des persönlichen Adels bedeutete, 1888 das Ritterkreuz des Ordens der Eichenkrone.

## Werke (Auswahl)
- Mémoire sur les essences forestières de la Brétagne, Prosper Sebires, Nantes 1845.
- Essai sur les formations géologiques des environs de Grand-Jouan prèz Nozay (Loire-Inférieure), Müller, Stuttgart 1847.
- Querschnitte von hundert Holzarten, umfassend die Wald- und Gartenbauarten, sowie die gewöhnlichsten ausländischen ...hölzer Deutschlands. Zur Belehrung für Botaniker, Forstleute und Holztechnologen, 12 Teile, Cotta, Stuttgart 1852–1888.
- Die kleinen Feinde der Landwirthschaft. Oder Abhandlung der in Feld, Garten und Haus schädlichen oder lästigen Kerfe, sonstigen Gliederthierchen, Würmer und Schnecken, mit besonderer Berücksichtigung ihrer natürlichen Feinde und der gegen sie anwendbaren Schutzmittel, Cotta, Stuttgart 1855.
- Fünfzig Querschnitte der in Deutschland wachsenden hauptsächlichsten Bau-, Werk- und Brennhölzer. Für Forstleute, Techniker und Holzarbeiter, Cotta, Stuttgart 1858.
- Die technischen Eigenschaften der Hölzer. Für Forst- und Baubeamte, Technologen und Gewerbetreibende, Cotta, Stuttgart 1860.
- Der Holzring als Grundlage des Baumkörpers. Eine dendrologische Skizze, Cotta, Stuttgart 1872.
- Deutsche Forstbotanik oder forstlichbotanische Beschreibung aller deutschen Waldhölzer sowie der häufigeren oder interessanteren Bäume und Sträucher unserer Gärten und Parkanlagen für Forstleute, Physiologen und Botaniker, zwei Bände, Cotta, Stuttgart 1874/1876.
- Anatomische Merkmale der wichtigsten deutschen Wald- und Gartenholzarten, Cotta, Stuttgart 1881.
- Lehrbuch des Forstschutzes. Abhandlung der Beschädigungen des Waldes durch Menschen, Thiere und die Elemente unbelebter Natur, sowie der dagegen zu ergreifenden Massregeln, Parey, Berlin 1884.
- Die gewerblichen Eigenschaften der Hölzer, Cotta, Stuttgart 1890.